# EneRmaR
La EneRmaR s.r.l. è stata una compagnia di navigazione italiana fondata nel 2002 da Franco Gattorno (già presidente della Fiera di Genova), Giorgio Messina (del gruppo armatoriale Messina) e Marco Bisagno (già presidente dei Cantieri Mariotti di Genova).

## Storia
La compagnia iniziò le sue attività alla fine del 2002, quando rilevò le licenze ed i traghetti della appena fallita Tris traghetti per la rotta Palau - La Maddalena. Dall'aprile del 2003 fu riaperto anche il collegamento Genova - Palau utilizzando la Palau, già Commodore per la Tris. Negli anni successivi la compagnia si rafforzò soprattutto sulla linea Palau - La Maddalena, dove i traghetti ex - Tris furono gradualmente sostituiti da altri più moderni. Nel 2004, il gruppo Moby Lines entrò a far parte di Enermar. Nel 2005 la Enermar effettuò, durante il periodo estivo, il collegamento Chioggia - Spalato (Croazia) tramite la controllata ENERMAR d.o.o. Split, con la nave Dalmatino. L'operazione non fu ripetuta e nel 2006 la linea Genova - Palau fu ceduta alla Di Maio lines, che nel 2007 chiuse il collegamento.
Nell'ottobre 2011, a seguito di un lungo contenzioso con la regione Sardegna a proposito dell'assegnazione delle corse notturne tra Palau e La Maddalena alla rivale DelCoMar., la compagnia sospese le proprie attività. Le navi traghetto Agata e Pace furono ormeggiate a Cagliari in segno di protesta contro la regione da parte degli equipaggi.
A inizio 2013 vennero cedute alla Medmar di Napoli la Agata e la Teseo. La compagnia restò quindi proprietaria delle sole Pace e Camogli. In seguito la Enermar, ormai controllata all'80% da Moby Lines, entrò a far parte della nuova Maddalena Lines, controllandone il 30% delle quote; il restante 70% fu invece assegnato alla Navigazione Generale Italiana (N.G.I.). Pace e Camogli furono vendute, la prima alla stessa N.G.I. e la seconda per la demolizione.
Nel 2016 la EneRmaR cessò definitivamente di esistere, venendo liquidata.

## La flotta
- Palau (2003 - 2006), dal 2008 Wind Solution per la C-Bed
- Kronborg (2002 - 2006), demolito nel 2006 ad Aliaga, Turchia
- Skipper (2002 - 2005), demolito nel 2005 ad Aliaga, Turchia
- Budelli (2003 - 2005), successivamente rinominato Ionas.
- Razzoli (2003 - 2005), successivamente rinominato Dorieus.
- Caronte (noleggiata nel 2004, 2005 e 2006), opera con lo stesso nome per Caronte & Tourist
- Giglio Espresso Secondo (2004 - 2007), demolito nel 2007 ad Aliaga, Turchia
- Dalmatino (noleggiata nel 2005), in seguito convertita in casinò con il nome di Oriental Princess
- Erik P. (2002 - 2003), successivamente rinominato Hardingen Sr.
- Capri (2003-2010), demolito nel 2010 ad Aliaga, Turchia
- Teseo (2003-2013) venduta alla Medmar.
- Agata, (2005-2013) venduta alla Medmar
- Pace (2005-2013) venduta a Caronte & Tourist per Maddalena Lines
- Camogli (2003-2014), demolito nel 2014 in Turchia.